# 레이저 무기

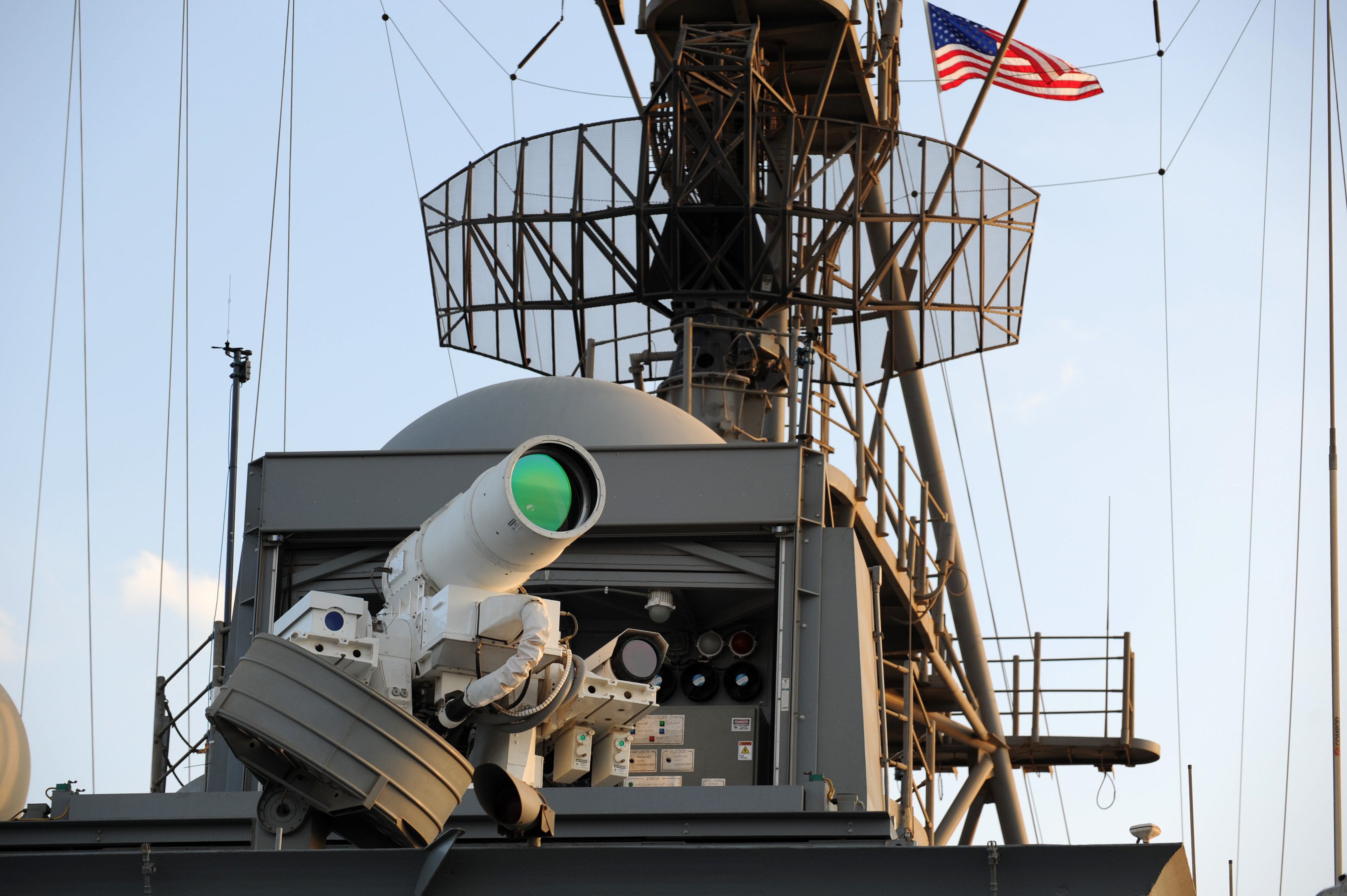
폰스함에 장착된 AN/SEQ-3 레이저 무기 시스템

레이저 무기(Laser weapon)는 레이저를 기반으로 하는 지향성 에너지 무기이다. 수십 년간의 R&D 끝에 2020년 1월 현재 레이저를 포함한 지향성 에너지 무기는 아직 실험 단계에 있으며 실용적인 고성능 군사 무기로 배치될지 여부는 아직 두고 봐야 한다.

## 역사
1999년, 국방과학연구소와 대우중공업 등은 서울 소재 K대학 연구팀과 함께 레이저포를 개발하기 시작해 400m 떨어진 철판을 관통하는 실험을 성공시킨 바 있다.

## 출력

### 20 kW
한국의 레이저 대공무기 블록-1은 20 kw의 출력으로 3 km 이내에서 비행하는 쿼드드론 혹은 고정익 무인기를 요격할 수 있다.
보통 20 kw 출력 레이저포는 5-10 km 사거리를 갖는다.
2020년 9월, 강력한 레이저 빔을 쏘는 레이저 대공무기 위력시범은 충남 태안에 있는 국과연 안흥시험장에서 이뤄졌다. 당시 시연에서 20㎾ 출력 레이저 빔이 1㎞ 거리에 떨어져있던 철판 표적을 뚫었다. 시연에 쓰인 표적은 북한 노동미사일이나 2014년 파주에서 발견된 북한 무인기와 동일한 재질로 제작됐다.

### 30 kW
한국의 레이저 대공무기 블록-2은 30 kw의 출력이다.
2013년 미국 해군은 USS 폰스 (LPD-15)에 AN/SEQ-3 레이저 무기 시스템(LaWS)을 장착해 시험중이다. 폰스함 LaWS의 출력은 33 kW, 유효 사거리는 1.6km다. 절단기 등에 쓰이는 고출력 레이저 발진장치 6개에서 나오는 광선을 한 곳에 집중시키는 방식으로 구성됐다.
2018년 미국 공군은 50 kw 규모 출력의 레이저 무기를 시험발사 했으며, 2019년 F-15 등의 전투기에 직접 탑재해 시험운용했다.
2021년 5월 25일, 국방과학연구소(ADD)는 국내 최초로 ‘파장제어 빔 결합기술’을 통해 고품질 광섬유 레이저 발생기술을 개발했다고 밝혔다. 파장제어 빔 결합 기술은 각기 다른 파장을 가지는 다수의 레이저 광을 공기 중에서 굴절을 통해 다각도로 분산되는 것을 최소화하면서 직선 형태로 강한 세기를 갖고 뻗어나가는 하나의 빔으로 합치는 기술이다. 1 kW급 레이저 모듈에 파장제어 빔 결합 기술을 적용하여 다섯 개의 1 kW급 광섬유 레이저를 하나의 5 kW급 고품질 레이저로 구현할 수 있다.
철판을 자르는 공업용 레이저의 출력이 100W급 정도라는 점을 생각하면, 30kW급 레이저는 이보다 300배 이상 강력한 것이다.

### 100 kW
한국의 레이저 대공무기 블록-3은 100 kw의 출력이다.
보통 100 kw 출력 레이저포는 20 km 사거리를 갖는다.
미국의 HELLADS는 150kw급의 출력을 가진 전술레이저 무기다. 무게는 750kg에 불과하다. 사거리는 20km로 짧아 보이지만 눈에 보이지 않는 에너지가 빛의 속도로 발사된다.

## 같이 보기
- 레이저 무기 시스템